# Ophioglossaceae
Ophioglossaceae, frequentemente referidas por ofioglossáceas, são uma família de pteridófitos constituída por um grupo monofilético de espécies de fetos primitivos, de pequeno tamanho, com uma única fronde por estação de crescimento. A fronde destas plantas apresenta um sector estéril (que inclui a lâmina) e um sector fértil (o esporóforo) com esporângios de paredes engrossadas. O grupo é estreitamente aparentado com as psilotáceas, relação que apenas foi revelada pelos estudos de sistemática molecular, os quais revelaram importantes sinapomorfias entre estes grupos, incluindo a presença de gametófitos subterrâneos micotróficos e de esporófitos micorrízicos.

## Filogenia
A família quando circunscrita segundo o sistema de classificação das monilófitas de Smith 2006 (ver caixa taxonómica) é monofilética.
O grupo Psilotum foi durante muito tempo considerado como um "fóssil vivo", verdadeiro exponente vivo das primeiras plantas vasculares, como as do grupo Rhynia. Contudo, as análises de genética molecular demonstraram que aquele grupo forma, em conjunto com as Ophioglossaceae, um grupo monofilético muito próximo dos fetos (samambaias), em conjunto com os quais formam agora a divisão Monilophyta.
|  |

## Taxonomia

### ClassificaçãosensuSmithet al.2006
Clades e taxa superiores: Plantae (clade), Viridiplantae, Streptophyta, Streptophytina, Embryophyta, Tracheophyta, Euphyllophyta, Monilophyta, classe Psilotopsida, ordem Ophioglossales, família Ophioglossaceae.
Sinónimos: Ophioglossoides, incluindo Botrychiaceae e Helminthostachyaceae.
A família possui 10 géneros e 112 espécies, entre elas: 
- Botrychium sensu lato (por vezes dividido de forma mais fina -Kato 1987, Hauk et al. 2003-, em inglês, "grape ferns" e "moonworts", incluindo Botrychium sensu stricto, Sceptridium, Botrypus e Japanobotrychium)
- Helminthostachys
- Mankyua (da ilha de Cheju, na Coreia, descrita recentemente, mas ainda sem informação molecular, Sun et al. 2001).
- Ophioglossum sensu lato (por vezes dividido de forma mais fina -Kato 1987, Hauk et al. 2003-, em inglês, "adder tongues", incluindo Cheiroglossa e Ophioderma)

### Outras classificações
Nas classificações tradicionais, como o sistema de classificação de Engler, as ofioglossáceas, apesar de serem evidentemente primitivas (por reterem caracteres como o gametófito subterrâneo, a falta de pelos radiculares, a prefoliação não circinada), por terem megafilos conspícuos foram tradicionalmente tratadas como um grupo antigo dentro de fetos com megafilos (Pterophyta, Pteropsida ou Filicopsida sensu Engler). Porque as Psilotales não têm megafilos visíveis, tradicionalmente não foram colocados no mesmo táxon superior que as ofioglossáceas. A classificação sensu Engler é como se segue:
- Reino Plantae (polifilético), divisão Embryophyta asiphonogama (parafilético), subdivisão Pteridophyta (parafilético), classe Filicopsida (polifilético, seria monofilético se agregasse as Psilotaceae e Equisetopsidas), subclasse Ophioglossidae (monofilético, equivalente a Ophioglossales/Ophioglossaceae sensu Smith et al.).

Em classificações mais modernas, como a adoptada em Wikispecies, as ofioglossáceas possuem a sua própria divisão Ophioglossophyta, que as separa do resto dos fetos com megafilos. Apesar disso, neste sistema de classificação, não foi estabelecida a sua relação com as Psilotaceae.

## Ecologia
A maioria das espécies são terrestres, algumas, poucas, são epífitas.
Distribuídas em todo o mundo (cosmopolitas), especialmente nas regiões de clima temperado e tropical.
Há uma considerável diversidade em habitats relativamente pouco perturbados, mas são mais fáceis de encontrar em campos com pastagens perturbadas, campos antigos em bosques jovens renascidos (Judd et al. 2002). As espécies sul-americanas são encontradas em margens de massas de água ou terrenos permanentemente encharcados (Ramón Palacios 2006, Pteridofita, não publicado).

## Caracteres
As ofioglossáceas são plantas vasculares com ciclo de vida haplodiplonte em que a alternância de gerações é bem manifesta, com esporófito e gametoófito multi-celulares e independentes, com esporos como unidade de dispersão e de resistência. O gametófito é um "talo" (corpo sem organização), e o esporófito é um "cormo" (com raiz, caule e sistema vascular). Devido a estas características, são tradicionalmente agrupadas com as "pteridófitas".
Possuem esporófitos com megafilos ou frondes (Euphyllophyta).
Os talos não são ramificados, sendo curtos e maioritariamente subterrâneos.
As ofioglossáceas caracterizam-se por cada talo apresentar usualmente uma só fronde por cada estação de crescimento. A fronde está dividida em dois segmentos: (1) um apical, sem esporângios, com lâmina especializada para fotossíntese, com comprimento que pode ir de alguns centímetros a mais de 50 cm, raramente ausente; e (2) um sector basal, de lâmina reduzida, que nasce na base ou ao lado do pecíolo da fronde, portador de esporângios (esta estrutura forma uma fronde do tipo "trofoesporófilo sectorial", com duas pínulas (a basal fértil e a apical estéril), sendo que a pínula basal fértil denomina-se "esporóforo". As diferenças na morfologia dos segmentos é característica de cada género o subgénero e é utilizada para os determinar:
- Ophioglossum — a pínula apical estéril é inteira;
- Botrychium — a pínula apical estéril é dividida;
- Cheiroglossa (agora incluído em Ophioglossum)[3] — múltiplas pínulas (férteis e estéreis) por fronde.

Esta morfologia peculiar pode ter sido derivada de um sistema de ramificação dicotómico (Judd et al. 2002).
A prefoliação, ao contrário dos demais fetos com megafilos conspícuos, é plissada (conduplicada), não circinada ou, raras vezes, de alguma forma circinada.
Os rizomas e os pecíolos são carnudos.
As plantas deste grupo apresentam raízes, mas sem pelos radiculares, sem aeróforos (Davies 1991), associadas com fungos ("micorrízicas"), relação em que os fungos são alimentados pela planta e em troca exploram o solo e fornecem os nutrientes inorgânicos de que a planta necessita.
À lupa é possível observar que os esporângios são grandes, com paredes com duas células de espessura, sem anel, com muitos esporos (mais de 1 000) por esporângio ("eusporângios"). Ao microscópio observam-se que os esporos são globosos, tetraédricos, marcados com trilete.
O gametófito é subterrâneo, sem clorofila (não é fotossintético), ocorrendo associado com um fungo endofítico (micorriza) do qual recebe a energia ("gametófito micotrófico"). A sua morfologia é estruturalmente semelhante a um tubérculo ("gametófito tuberoso").
Número de cromossomas: x = 45 (46). Foi identificado um número de cromossomas em Ophioglossum de até 2n=1400, o maior número de todas as traqueófitas (Judd et al. 2002).

### Hábito e detalhes do esporóforo do géneroOphioglossum
|  |  |  |

### Hábito e crescimento deBotrychium
|  |  |  |